# Elymnias vitellia
Elymnias vitellia är en fjärilsart som beskrevs av Pieter Cramer 1782. Elymnias vitellia ingår i släktet Elymnias och familjen praktfjärilar. Inga underarter finns listade i Catalogue of Life.

## Bildgalleri

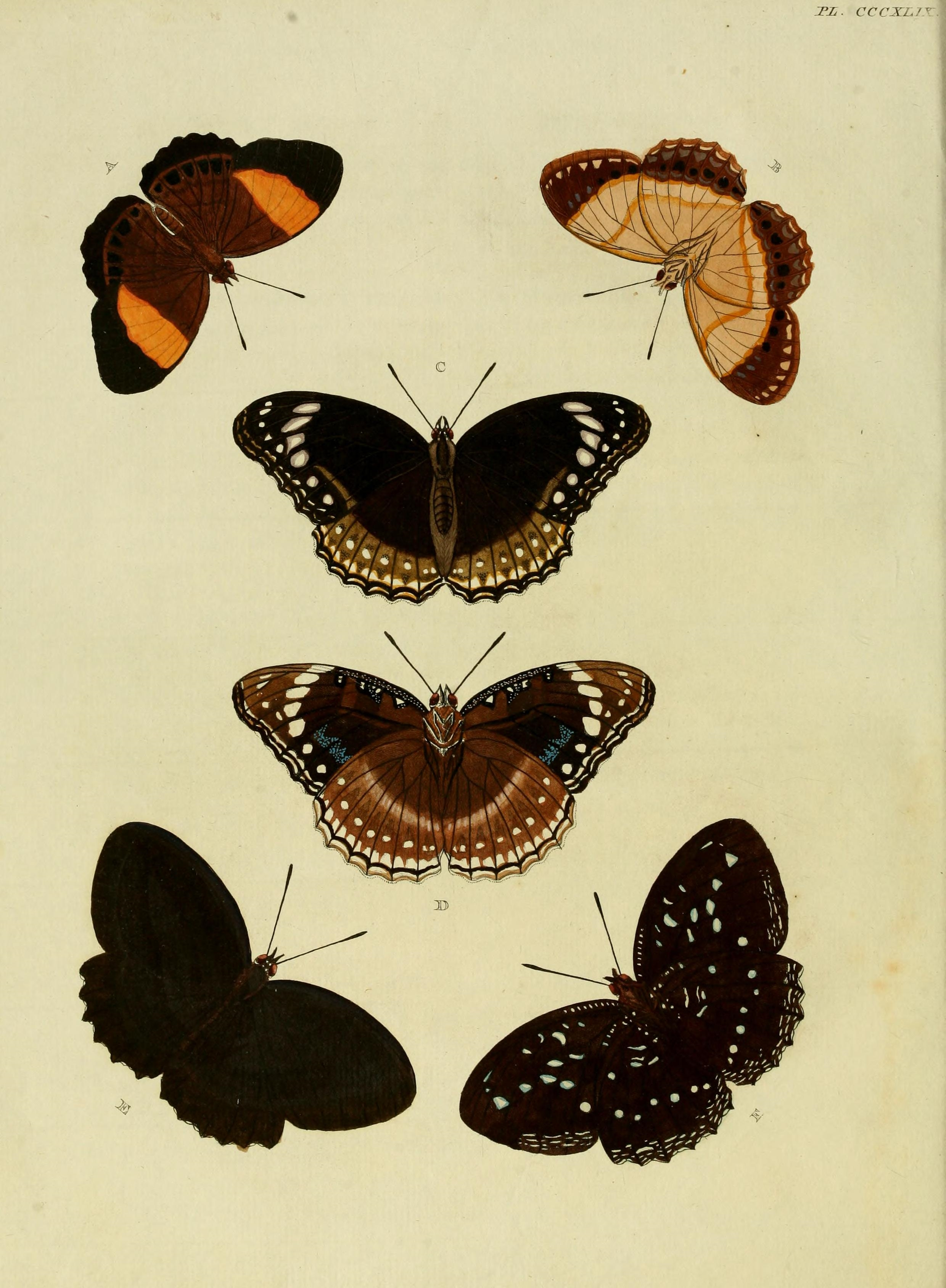